# Aetherius Society
Aetherius Society – wywodzący się z Wielkiej Brytanii nowy ruch religijny z nurtu New Age o charakterze millenarystycznym, związany z fenomenem UFO.
Organizacja została założona w 1955 roku przez George'a Kinga (1919–1997), londyńskiego taksówkarza powiązanego z ruchem teozoficznym i praktykującego jogę, w późniejszym okresie przypisującego sobie tytuł sir i posiadane rzekomo wykształcenie naukowe w wielu dziedzinach wiedzy. Jak twierdził, w 1954 roku zaczął otrzymywać przekazy telepatyczne od istot pozaziemskich, które powierzyły mu misję bycia ziemskim reprezentantem mieszczącego się na Saturnie „Międzyplanetarnego Parlamentu” oraz założenia ruchu, który przygotuje duchowo ludzkość na przybycie Kosmicznych Mistrzów.
Zgodnie z nauczaniem Aetherius Society, twórcy wielkich religii tacy jak Kryszna, Konfucjusz, Budda czy Jezus Chrystus byli przybyszami z innych planet. Człowiek dzięki dobremu życiu może wejść do grona Kosmicznych Mistrzów i po śmierci odrodzić się w nowym życiu na planetach pozaziemskich. Członkowie organizacji wierzą w zbliżającą się kosmiczną bitwę między siłami dobra i zła, po której Kosmiczni Mistrzowie przybędą na Ziemię i nastanie wieczny pokój. Do tego czasu konieczne jest gromadzenie kosmicznej energii (prany) za pomocą rozmaitych modlitw i technik medytacyjnych. W latach 1958–1961 w ramach akcji „Operation Starlight” wyznawcy Aetherius Society odwiedzili 18 szczytów górskich na całym świecie, oznakowując je symbolem organizacji. Szczyty te są uznawane obecnie za miejsca kumulacji kosmicznej energii i stanowią centrum pielgrzymek.
Siedziba Aetherius Society mieści się obecnie w Los Angeles. Na czele wspólnoty stoją biskupi, sam George King otrzymał sukcesję apostolską w Kościele liberalnokatolickim. Współcześnie organizacja posiada kilka tysięcy członków, głównie na terenie Stanów Zjednoczonych, Nowej Zelandii i Afryki. Wyznawcy Aetherius Society angażują się w liczne akcje o charakterze ekologicznym, walcząc z zanieczyszczeniem środowiska i energią atomową.